# Malé Kozmálovce
Malé Kozmálovce (in ungherese Kiskoszmály) è un comune della Slovacchia facente parte del distretto di Levice, nella regione di Nitra.